# Leisnitz (Liebschützberg)

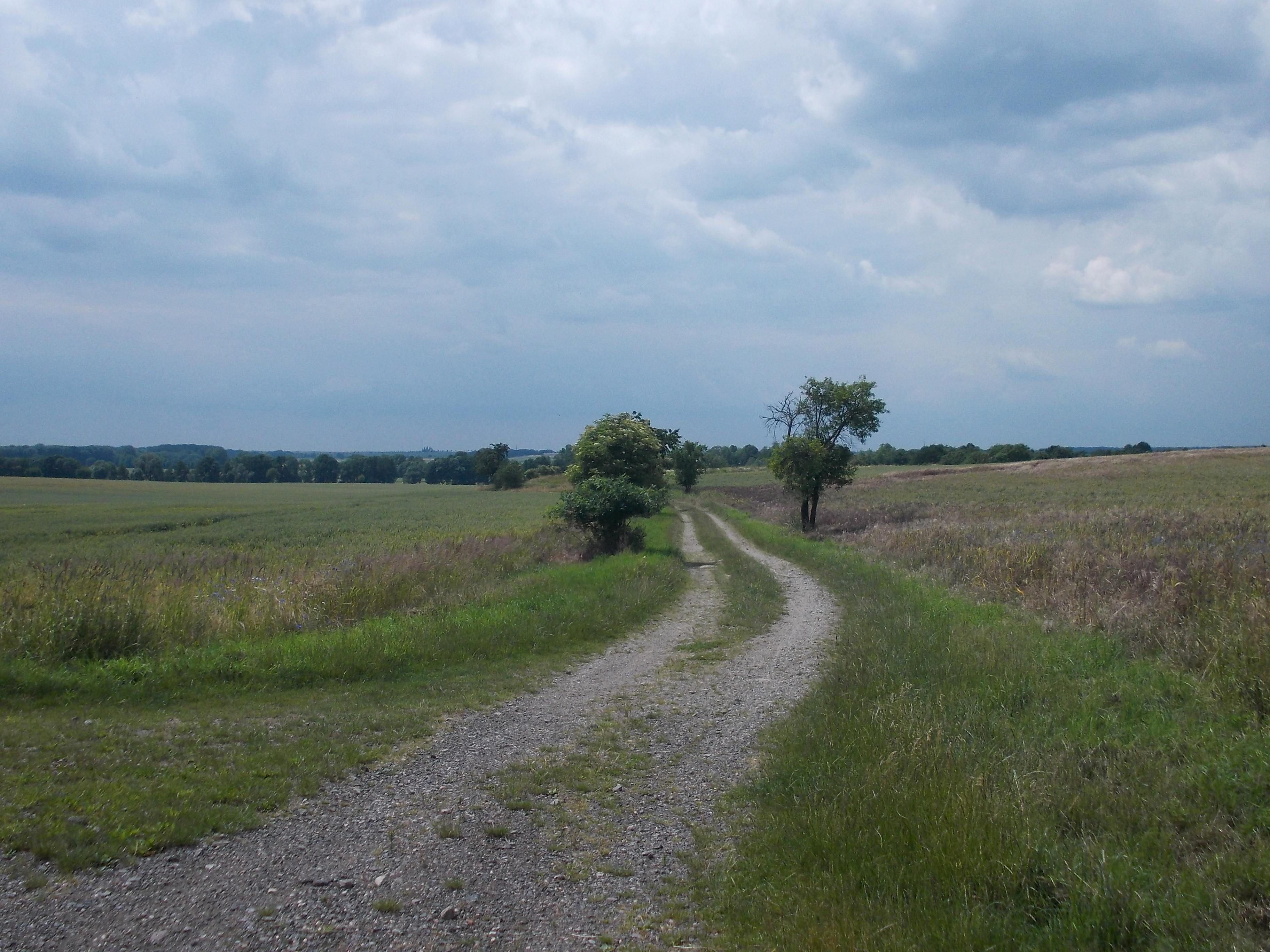
Alte Salzstraße nördlich von Leisnitz

 Leisnitz  ist ein Ortsteil der Gemeinde Liebschützberg im Landkreis Nordsachsen in Sachsen.

## Geografie und Verkehrsanbindung
Der Ort liegt nördlich von Oschatz an der S 30 und an der Luppa, einem Nebenfluss der Dahle. Westlich des Ortes erstreckt sich das 49,4 ha große Naturschutzgebiet Langes Holz - Radeland.

## Kulturdenkmale
In der Liste der Kulturdenkmale in Liebschützberg sind für Leisnitz zwei Kulturdenkmale aufgeführt.